# Székely Salamon
Székely Salamon, született Schönbaum (Győrsziget, 1860. szeptember 28. – Budapest, 1936. május 19.) magyar vegyészmérnök. 

## Élete
Schönbaum Adolf (1828–1897) magánzó és Kaes Hani (1825–1903) gyermekeként született. Az Országos Chemiai Intézet kísérletügyi főigazgatója. Egyetemi tanulmányait a Bécsi Műegyetemen folytatta és 1884-ben vegyészmérnöki oklevelet szerzett. 1891-ben az Országos Chemiai Intézet segédvegyésze. 1905-ben fővegyésszé, 1917-ben kísérletügyi igazgatóvá, s végül 1922-ben kísérletügyi főigazgatóvá nevezték ki. Főként a tej és tejtermékek termelési és vizsgálati kérdéseivel foglalkozott; eljárása alapján készült Budapesten és külföldön tehéntejből az anyatejjel azonos összetételű Székely-féle gyermektej, mely évtizedeken keresztül forgalomban volt. Munkái alapján indult meg hazánkban a minőségi vajtermelés és a juhtúró gyártása. 1919 és 1923 között az Óbudai zsidó hitközség elnöke volt.
Felesége Schweiger Irén (1874–1945), fia Székely Andor volt.
Sírja az Óbudai zsidó temetőben található, ahol 1936. május 21-én helyezték végső nyugalomra.